# Jörg Scherbe
Jörg Scherbe (* 19. Oktober 1977 in Cottbus) ist ein ehemaliger deutscher Fußball-Profi.

## Leben
In seiner Jugend war Jörg Scherbe beim FC Energie Cottbus aktiv. Mit 16 Jahren wechselte er in die A-Jugend des Bundesligisten KFC Uerdingen 05. Nachdem Uerdingen 1996 aus der Bundesliga abgestiegen war, gab Scherbe am 32. Spieltag der ersten Zweitligasaison sein Profidebüt. Er wurde zur zweiten Halbzeit eingewechselt und später mit einer roten Karte vom Platz gestellt. In der anschließenden Saison kam Scherbe bereits auf 20 Einsätze und erzielte dabei zwei Tore. 1998/99 war Scherbe endgültig Stammspieler und fehlte nur an einem Spieltag, er erzielte fünf Tore, davon drei Elfmetertore. Am Ende der Saison stieg Uerdingen in die Fußball-Regionalliga ab.
Scherbe verließ daraufhin die Krefelder und unterschrieb beim Bundesligisten TSV 1860 München. Er verletzt sich jedoch in der Vorbereitung und kam dort nicht in Tritt. Er spielte nur zweimal für die zweite Mannschaft und wechselte noch im Oktober des gleichen Jahres zum Zweitligisten Energie Cottbus. Mit Cottbus spielte er zwei Jahre in der Bundesliga, bevor er zu seinem ersten Profi-Verein KFC Uerdingen 05 in die Regionalliga Nord wechselte. Innerhalb der Regionalliga Nord wechselte Scherbe zur Saison 2005/06 für ein Jahr zu Rot-Weiß Oberhausen. Nach seinem Gastspiel in Oberhausen schloss er sich dem SV Straelen an, bei dem er am 30. April 2008 sein letztes Spiel gegen Schwarz-Weiß Essen bestritt.
Jörg Scherbe war Sportlicher Leiter und Co-Trainer beim Niederrheinligisten VfR Krefeld-Fischeln. Er beendete dieses Engagement aus beruflichen Gründen im Oktober 2010.